# انتخابات شوراهای اسلامی شهر و روستا (۱۴۰۰)
انتخابات ششمین دورهٔ شوراهای اسلامی شهر و روستا انتخاباتی است که در تاریخ ۲۸ خرداد ۱۴۰۰ همزمان با انتخابات سیزدهمین دوره ریاست‌جمهوری ایران برگزار شد.

## تمدید دوره فعالیت شوراها
براساس قانون برگزاری انتخابات شوراهای اسلامی شهر و روستا مصوب ۲۰ اسفند ۱۴۰۳ مجلس شورای اسلامی، انتخابات شوراها از انتخابات ریاست‌جمهوری ایران تفکیک و مدت فعالیت ششمین دورهٔ شوراهای اسلامی شهر و روستا و شهردارها و دهیارها به مدت ۱۰ ماه تا ۲۷ خرداد ۱۴۰۵ تمدید شد.

## تعداد اعضای اصلی و جانشین هر منطقه
به موجب مصوبه مجلس شورای اسلامی، تعداد اعضای اصلی و علی‌البدل شورای شهر به شرح ذیل است:
| جمعیت           | اصلی | جانشین |
| --------------- | ---- | ------ |
| زیر ۵۰هزار      | ۵    | ۳      |
| ۵۰–۲۰۰هزار      | ۷    | ۵      |
| ۲۰۰–۵۰۰هزار     | ۹    | ۶      |
| ۵۰۰هزار–۱میلیون | ۱۱   | ۷      |
| ۱–۲میلیون       | ۱۳   | ۸      |
| بالای ۲میلیون   | ۱۵   | ۱۰     |
| تهران           | ۲۱   | ۱۱     |

## شورای شهر تهران، ری و تجریش
لیست ایران سربلند، فهرست شورایی مورد حمایت اصول‌گرایان، تمام ۲۱ کرسی شورای شهر تهران، ری و تجریش را از آن خود کرد. اعضای فهرست شانا طبق نتایج به‌ترتیب زیر می‌باشند:
1. مهدی چمران
2. پرویز سروری
3. نرجس سلیمانی
4. حبیب کاشانی
5. محمد آخوندی
6. ناصر امانی
7. مهدی پیرهادی
8. مهدی بابایی
9. سید جعفر تشکری هاشمی
10. سید احمد علوی
11. مهدی اقراریان
12. مهدی عباسی
13. علیرضا نادعلی
14. احمد صادقی
15. سید محمد آقامیری
16. میثم مظفر
17. زهرا شمس احسان
18. نرگس معدنی‌پور
19. اصغر قائمی
20. سوده نجفی
21. جعفر بندی شربیانی

میزان مشارکت واجدین شرایط در استان تهران، ۳۴/۳۸ درصد و در شهر تهران، ۲۶ درصد بود. 

## شورای شهر مشهد
تمام کرسی‌های این دوره شورای شهر مشهد به جناح اصول‌گرایان رسید. چهارده نفر از لیست ایران سربلند و یک نفر، غلامحسین صاحبی، از لیست جبهه آرمانخواهان واقع‌بین به ششمین دوره شورای شهر مشهد راه پیدا کردند. نتایج نهایی این انتخابات به‌ترتیب آرای مردمی به‌شرح زیر است:
1. ایمان فرهمندی
2. حسین حسامی
3. سید ابراهیم علیزاده
4. حسن موحدیان
5. حسن منصوریان
6. مجید طهوریان عسکری
7. مجید دبیریان
8. فاطمه سلیمی
9. موسی‌الرضا حاجی بگلو
10. سید حسین علوی مقدم
11. حمید ضمیری
12. حسن کریم‌دادی
13. غلامحسین صاحبی
14. مهدی ناصحی
15. هاشم دائمی

## شورای شهر کرج
از میان ۱۳ کرسی شورای شهر کرج، ۹ کرسی به لیست شانا، ۲کرسی به جبهه پایداری و ۲کرسی به افراد مستقل رسید. در مجموع لیست مشترک اصولگرایان توانست ۱۱کرسی را از ۱۳ کرسی به خود اختصاص دهد. حسین سعیدی سیرایی و مریم قهرمانی صارم از اعضای مستقل این شورا هستند. فهرست اعضای دوره ششم شورای این شهر به‌ترتیب آرای کسب‌شده به‌شرح زیر می‌باشد:
1. عمار ایزدیار
2. سید مرتضی اعتصامی
3. حسین سعیدی سیرایی (علی ذبیحی چند ماهی جایگزین وی بود)
4. مجتبی حاجی قاسمی
5. علیرضا سعیدی
6. مسعود محمدی
7. علیرضا رحیمی
8. جواد چپردار
9. حسین مهاجری
10. محمد اسدیان
11. علی قاسمپور
12. مریم قهرمانی صارم
13. فاطمه منعمی

### حواشی

#### پسر رئیس شورای شهر
واقعا اگر خلافی در شهر صورت می‌گیرد، باید منتظر حرف من باشند؟
 دوستان مواظب باشند در هر مسندی از کوچک تا بزرگ، افرادی که بیت‌المال در اختیارشان است آن را تیول خودشان ندانند.— سید محمدمهدی حسینی همدانی، 
در اواخر مهر ماه ۱۴۰۰ ویدیویی از پسر رئیس شورای اسلامی شهر کرج منتشر شد که نشان می‌داد وی با خودروی دولتی در جاده‌های شمال به‌سر می‌برد. در پی این اتفاق موجی از اعتراضات از طرف مردم به‌سوی جواد چپردار روانه شد.
پس از آن رئیس شورا تصمیم به اظهارنظر گرفت و در صفحه اینستاگرام خود اعلام کرد که پسر او در این سفر کمک حال پدر است و برای خرید مایحتاج خانواده که در سفر کاری هستند از خانه خارج شده که شور و اشتیاق جوانی موجب گرفتن آن فیلم می‌شود.

#### دستگیری یکی از اعضا
۸ آذر ۱۴۰۰ دادگستری کل استان البرز، خبر دستگیری یکی از اعضای شورای شهر کرج را می‌دهد که به اتهام خرید و فروش پست‌های مدیریتی و اعمال نفوذ بر خلاف قوانین و مقررات بازداشت شده‌است. پس از غیبت‌های طولانی حسین سعیدی سیرایی، برادر شهردار وقت کرج، در بهمن ماه همان سال، علی ذبیحی، جایگزین وی در شورا می‌شود.
وی پس از چند ماه با صدور حکم برائت قضایی به جای خود بازگشت.

#### عزل شهردار
در جلسه ۲۹ خرداد ۱۴۰۱ در شورای شهر کرج، مصطفی سعیدی سیرایی، با ۱۱ رای از مجموع آراء ۱۳ عضو شورا از سمت خود برکنار شد و منوچهر غفاری سرپرست شهرداری کرج شد. وی هفتم شهریور سال ۱۴۰۰ با کسب هشت رای از مجموع ۱۳ رای اعضای شورای اسلامی شهر کرج، به عنوان شهردار منتخب کرج انتخاب شده بود.
موافقان استیضاح شهردار کرج در این نشست، ناتوانی او در اجرای پروژه‌های عمرانی، فرهنگی و اجتماعی و انتصاب مدیران ناکارآمد را علت مخالفت خود با ادامه کار شهردار دانستند.
در تاریخ ۱۲ مهر ۱۴۰۱ مهرداد کیانی با ۱۱ رای به عنوان شهردار منتخب اعلام شد اما شورای اسلامی شهر، منتظر حکم وزارت کشور نشد و تا آمدن حکم شهردار منتخب، در تاریخ ۱۷ مهر ۱۴۰۱ وی را به عنوان سرپرست شهرداری نیز منصوب کردند.

## شورای شهر تبریز

### حاشیه‌های انتخابات
رئیس ستاد انتخابات آذربایجان شرقی در مورد برخی ادعاها مبنی بر تخلف رأی‌گیری از افراد غیربومی در شهرستان شبستر گفت: از آنجایی که بخشی از رای‌دهندگان این حوزه افراد بومی هستند که به صورت موقت و عموماً برای کار به شهرستان‌های همجوار و حتی تهران می‌روند و در فصل کاری خود منطقه به این شهرستان بازمی‌گردند، شائبه حضور افراد غیربومی در انتخابات این شهرستان به وجود آمده بود که این موضوع حتی با بازگشایی صندوق‌های آرا و بررسی کد ملی رای‌دهندگان نیز تأیید نشد و بر همین اساس صحت نتایج انتخابات در شهرستان شبستر مورد تأیید است. ششمین دوره انتخابات شوراهای اسلامی بیست و هشتم خرداد ماه امسال در یک هزار و ۹۷۰ شهر و روستای آذربایجان شرقی برگزار شد. ۱۳ هزار و ۲۱۰ نفر در انتخابات شوراهای اسلامی شهر و روستا در آذربایجان شرقی با همدیگر رقابت کردند.

### نتایج
نتایج قطعی انتخابات شورای شهر ششم تبریز به ترتیب ذیل است:
1. حکمیمه غفوری
2. محمدحسن استوتچی
3. روح‌الله رشیدی
4. رسول برگی
5. غلامرضا احمدی
6. شهرام دبیری اسکویی
7. پرویز هادی
8. فریدون بابایی
9. روح‌الله دهقان‌نژاد
10. سید کاظم زعفرانچی
11. علیرضا نوای باغبان
12. احد صادقی
13. اسماعیل چمنی

اعضای علی‌البدل شورای ششم تبریز نیز به شرح زیر است:
1. یاسین بجانی
2. علی راستی
3. داود امیرحقیان
4. علی آجودان‌زاده
5. محمدحسین جعفری
6. داود شعبانی
7. محرم محمدزاده
8. محرم علیزاده

## شورای شهر اهواز
شورای شهر اهواز ۲۱ عضو دارد ۱۳ عضو اصلی و ۸ عضو علی البدل دارد،البته آقایان احمد سراج و سید محسن موسوی زاده از این دوره شورای اسلامی شهر اهواز استعفا کردند و به ترتیب آقایان مهران باباپور و عبدالزهرا سنواتی نقش این دو نفر را در شورای اسلامی شهر اهواز ایفا کردند.
نتایج انتخابات شورای اسلامی شهر اهواز:
اعضای اصلی
۱. احمد سراج
۲. سید محسن موسوی زاده
۳. سیاوش محمودی
۴. محمد مهدی مطیعی
۵. محمد حسین ملایی زمانی
۶. غلامرضا شانه سازان
۷. سید محمد علی پور موسوی
۸. علی مدد هاشم پور
۹. سید ناصر مهداوی
۱۰. سید محمد جواد رضوی
۱۱. حجت الله زارع زاده
۱۲. عادل شیشه گری
۱۳. حمید دغاغله
اعضای علی البدل
۱. مهران باباپور
۲. عبدالزهرا سنواتی
۳. یوسف اسفندیاری نژاد
۴. حمید مظفری
۵. محمد لفیتی
۶. قیس رفیعی
۷. سید مصطفی موسوی
۸. سید سعید شرفا